# خوزه آویرو
خوزه آویرو (انگلیسی: José Aveiro؛ ۱۸ ژوئیهٔ ۱۹۳۶ – ۱۹ اکتبر ۲۰۲۴) بازیکن فوتبال اهل پاراگوئه بود که در پست مهاجم بازی ‌می‌کرد.
وی در تیم ملی فوتبال پاراگوئه سابقه بازی دارد.
وی، پدر بزرگ کریستیانو رونالدو است.
آویرو در ۱۹ اکتبر ۲۰۲۴، در سن ۸۸ سالگی درگذشت.